# Orectogyrus dimidiatus
Orectogyrus dimidiatus là một loài bọ cánh cứng trong họ van Gyrinidae. Loài này được Laporte de Castelnau miêu tả khoa học năm 1835.